# José Carlos Herrera
José Carlos Herrera Vargas (5 de febrero de 1986, Monterrey, Nuevo León) es un atleta mexicano practicante de la carrera de velocidad de 200 metros. Participó en los Juegos Olímpicos de Londres 2012 y se clasificó para participar nuevamente en los Juegos Olímpicos de Río de Janeiro 2016.